# Horská chata Kmínek
Horská chata Kmínek – obiekt noclegowy (górskie schronisko turystyczne) położone w Beskidzie Morawsko-Śląskim na Słowacji. Budynek położony jest na grzbiecie granicznym się na wysokości 872 m n.p.m., na północnym stoku grzbietu granicznego, na południe od szczytu Korytové (882 m n.p.m.), w granicach administracyjnych Makowa.

## Warunki
Chata jest obiektem sezonowym; działa głównie latem, w pozostałych porach roku może być zamknięta. Oferuje 36 miejsc noclegowych w pokojach 2 osobowych z łazienkami oraz 4 i 5 osobowych ze wspólnymi łazienkami. W obiekcie znajduje się restauracja na 60 osób z tarasem. Obok chaty znajduje się basen (położony już na terenie Czech).

## Szlaki turystyczne
- Bílý Kříž (905 m n.p.m.) – Chata Sulov – Chata Doroťanka – Konečna – Bobek (871 m n.p.m.) – Korytové (882 m n.p.m.) – Chata Kmínek – Masarykova chata – Bumbálka (droga nr 35)
- Vyšný Kelčov – Chata Kminek
- Chata Kminek – rozdroże nad Bitalovcami (węzeł szlaków    ) – Makov-Trojačka (DK 18)